# Ретроцессия (перестрахование)
Ретроцессия (в перестраховании) — передача рисков, принятых в перестрахование, от одного перестраховщика к другому (другим), иногда — по очень длинным и разветвленным цепочкам. Обычно, чем крупнее риск, тем большее число перестраховщиков участвует в ретроцессии, что приводит к глобальному перераспределению больших рисков (таких как космические запуски, крупные морские суда и буровые платформы, большие промышленные объекты и пр.).

Ретроцессия помогает диверсифицировать и балансировать портфели рисков у перестраховочных компаний, избегать кумуляции рисков. Одним из побочных эффектов такого перераспределения может стать возврат — через третьи руки — части распределяемого риска обратно в ту компанию, которой была запущена его ретроцессия. Чтобы не получить обратно частей распределяемых рисков, перестраховщики иногда делают в договорах перестрахования пометку «без права ретроцессии».